# Спея (Григориопольский район)
Спе́я — село в Григориопольском районе непризнанной Приднестровской Молдавской Республики. Административный центр Спейского сельсовета.

## География
Село расположено на расстоянии 33 км от города Григориополь и 80 км от г. Кишинёв.

## Население
По данным 2012 года, в селе Спея проживало 2712 человек. На 2015 год  - 1976 человек.

## История
Первое документальное упоминание о селе Спея датировано 1711 годом.
Местные жители занимались виноградарством, выращиванием фруктов и овощей.
В 1867 году в селе открылась церковно-приходская школа, а в 1880 году — земская школа.
В советский период здесь находилось правление колхоза «Бируинца». В селе открылись средняя школа, клуб с киноустановкой, библиотека, ателье бытового обслуживания населения, почтовое отделение, детский сад, магазин.